# Лебедев, Викторин Иванович
Викторин Иванович Лебедев (1903—1972) — советский военачальник, генерал-лейтенант Советской армии.

## Биография

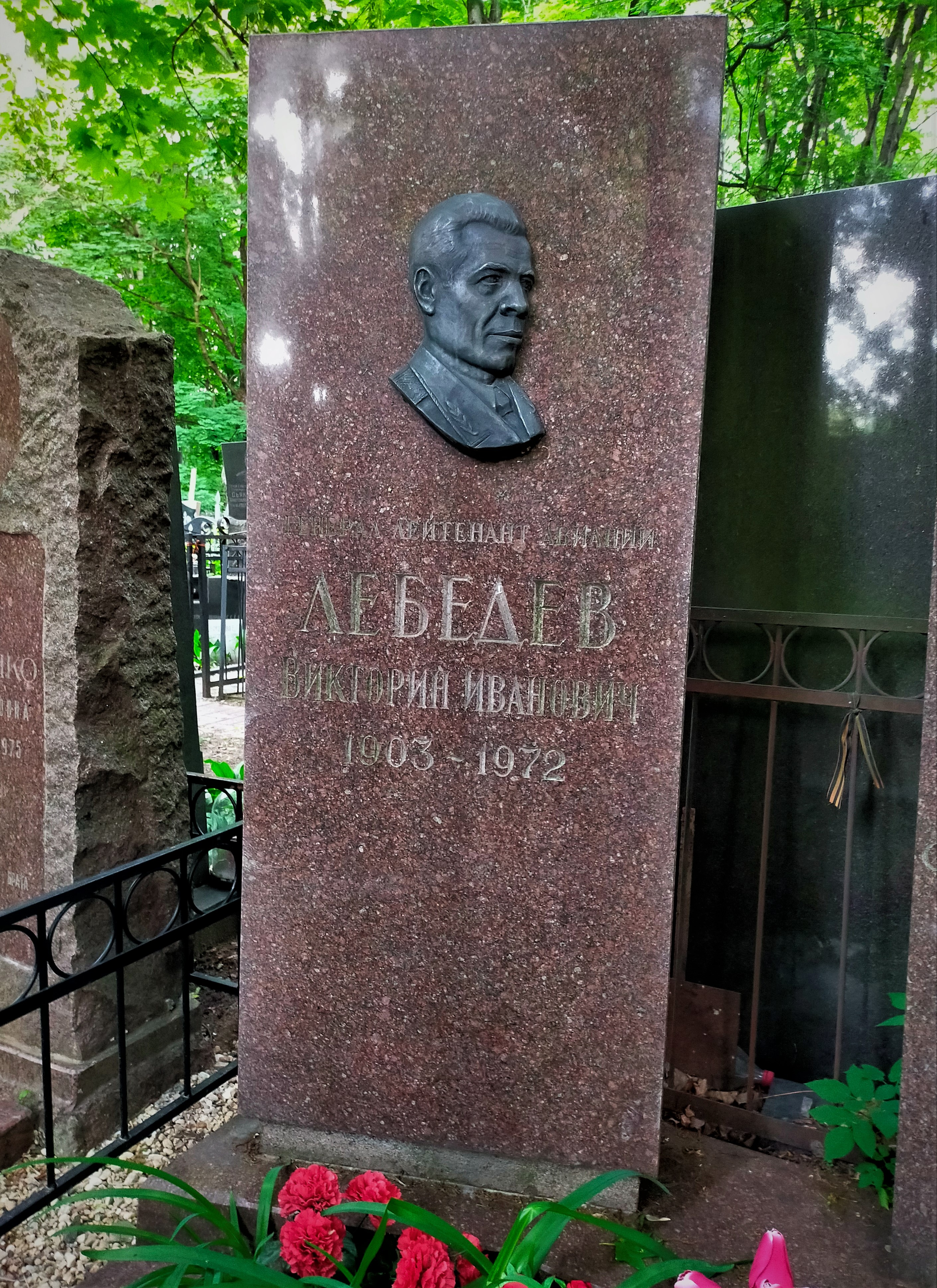
Могила В. И. Лебедева на Введенском кладбище

Родился 31 декабря 1903 года в селе Коростынь Старорусского уезда Новгородской губернии.
В 1922 году окончил Старорусский электротехнический техникум.
В ноябре 1925 года призван на службу в Рабоче-Крестьянскую Красную Армию. В 1926 году окончил команду одногодичников при 11-м артиллерийском полку, в 1928 году — Военную школу специальных служб Военно-воздушных сил Красной Армии по специальности фотограмметриста, в 1930 году — школу лётчиков-наблюдателей, в 1937 году — курсы усовершенствования начальствующего состава. Служил в авиационных частях Красной Армии.
С февраля 1937 года Лебедев служил в Научно-испытательном институте ВВС РККА, командовал бомбардировочной, испытательной эскадрильями этого института. В начале Великой Отечественной войны он был переведён в систему Авиации дальнего действия СССР и возглавил сначала формирование 412-й бомбардировочный авиационный полк (432-го бомбардировочного авиационного полка), а затем и сам полк. В мае 1942 года на базе полка развернута 45-я авиационная дивизия дальнего действия и Лебедев назначен ее командиром. Под его руководством дивизия наносила удары по важным объектам, скоплениям боевой техники и живой силы противника в его глубоком тылу, а также выполняла важные правительственные задания. За успешное выполнение заданий командования при освобождении города Гомель дивизии присвоено почетное наименование «Гомельская». В декабре 1944 года дивизия преобразована в 45-ю бомбардировочную авиационную Гомельскую дивизию.
После окончания войны Лебедев продолжил командовать этой дивизией. В феврале 1947 года поступил, а в январе 1949 года окончил Высшую военную академию имени К. Е. Ворошилова, после чего служил заместителем командира 4-го гвардейского бомбардировочного авиационного корпуса, а с июня 1950 года — начальником Управления боевой подготовки Транспортно-десантной авиации Воздушно-десантной армии. В 1953—1961 годах Лебедев служил заместителем начальника отдела боевой подготовки ВДВ, помощником командующего Транспортно-десантной авиации ВДВ. В декабре 1961 года в звании генерал-лейтенанта авиации он вышел в отставку. Проживал в Москве.
Умер 14 июля 1972 года, похоронен на Введенском кладбище (29 уч.).
Был награждён орденом Ленина, тремя орденами Красного Знамени, орденами Суворова 2-й степени, Александра Невского, Отечественной войны 1-й степени, двумя орденами Красной Звезды, а также рядом медалей.